# Elena Kuschnerova

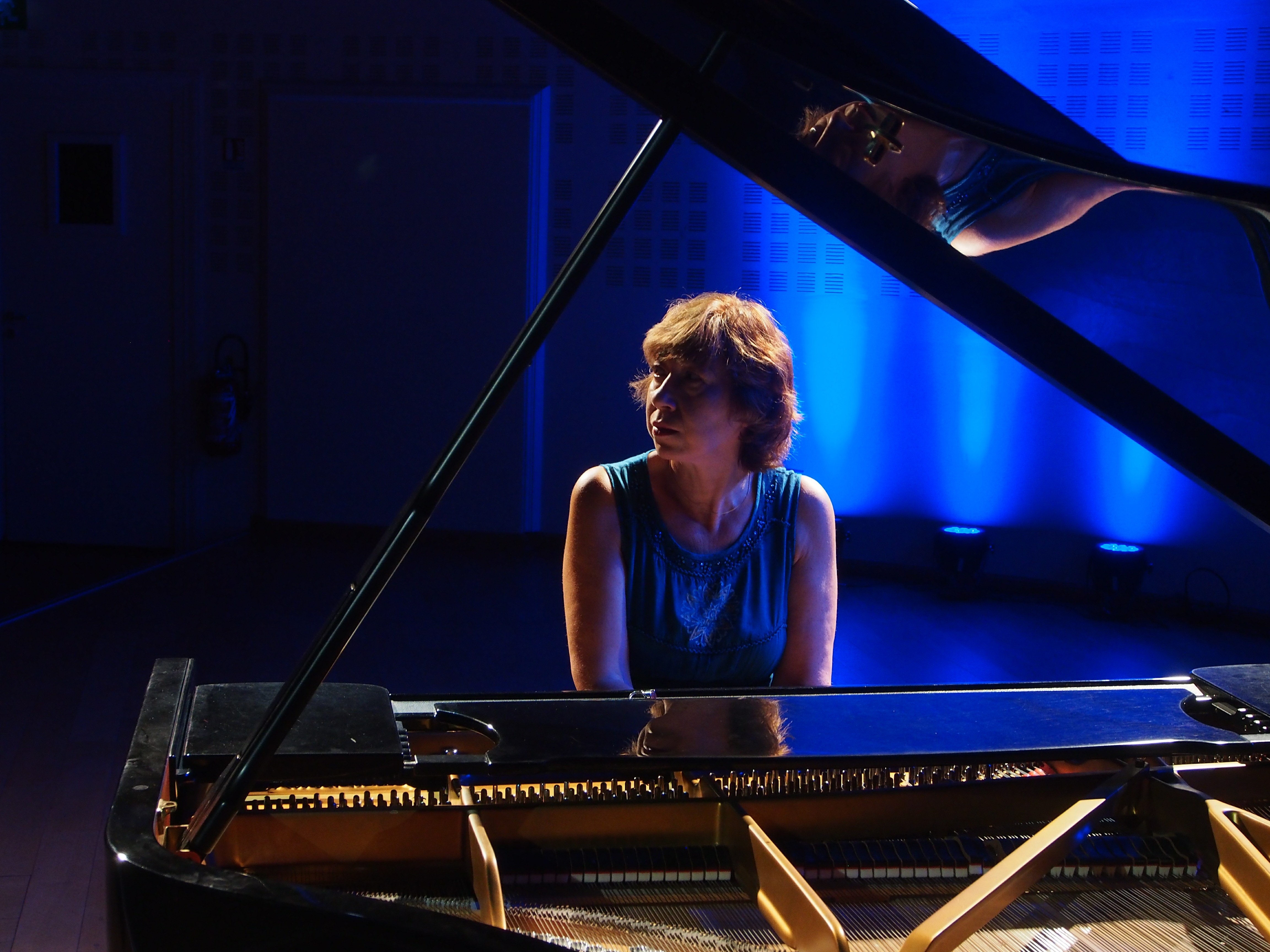
Elena Kuschnerova (2014)

Elena Kuschnerova (russisch Елена Ефимовна Кушнерова; Jelena Jefimowna Kuschnerowa; * 6. Januar 1959 in Moskau) ist eine russische Pianistin.

## Leben
Kuschnerova begann ihre Klavierausbildung im Alter von fünf Jahren; ihren ersten Unterricht erhielt sie von ihrer Mutter. Mit neun Jahren hatte sie ihren ersten Auftritt mit dem f-moll Klavierkonzert von Johann Sebastian Bach, der vom russischen Rundfunk mitgeschnitten wurde.
Mit sieben wurde sie Schülerin von Tatjana Kestner am Moskauer Elite-Institut Zentrale Musikschule – derselben Lehrerin, bei der auch Andrei Gawrilow und Nikolai Luganski Unterricht erhielten. Nach dem Abitur studierte sie am Tschaikowsky Konservatorium bei Sergei Dorenski. In diesen Jahren war Kuschnerova stark beeinflusst von dem Komponisten Alexander Lokschin (1920–1987), der ihr 1982 seinen Klavierzyklus "Präludium und Thema mit Variationen" widmete. Mit Erhalt ihres Diploms (mit Auszeichnung) begab sie sich in den folgenden acht Jahren auf Tourneen in der damaligen Sowjetunion. Auslandsauftritte und Teilnahme an internationalen Wettbewerben wurden ihr nicht gestattet. Sie schloss erfolgreich die Aspirantur ab, was in der ehemaligen Sowjetunion Voraussetzung für eine Musikprofessur war. Kuschnerova wurde in dieser Zeit von Emil Gilels gefördert.
Kuschnerova emigrierte 1992 nach Deutschland und begann hier eine neue Karriere. In den folgenden Jahren zeigten sich erste Erfolge: Konzerte in Westeuropa, USA und Japan brachten die Anerkennung auf internationaler Ebene. Mehrere Komponisten haben Klavierwerke für Kuschnerova geschrieben, die sie auch uraufgeführt hat. Kuschnerova lebt in Deutschland und in den Vereinigten Staaten.

## Uraufführungen
Folgende Werke hat Kuschnerova uraufgeführt (die Werke sind ihr auch gewidmet):
- Alexander Lasarewitsch Lokschin, „Praeludium und Thema mit Variationen (1982)“
- Siegfried Matthus, „Die Sehnsucht nach der verlorenen Melodie“ Konzert für Klavier und Orchester, UA Dresden, 25. Mai 2002, (Dresdner Philharmoniker, Ltg. Marek Janowski)
- Michail Kollontai, Klavierkonzert op. 45, UA 2011 im Großen Saal des Moskauer Konservatoriums
- Michail Kollontai: Sieben Romantische Balladen op. 2bis

## Diskografie
- Alexander Lokshin: Prelude and Theme with Variations (1994)
- Elena Kuschnerova: Werke von Tschaikowsky, Schumann, Chopin, Liszt, Debussy, Prokofjew (1996)
- Sergej Prokofjew: Romeo und Julia (1997)
- Alexander Skrjabin: 24 Préludes (1999)
- J.S. Bach: Klavierwerke (2001)
- Modest Mussorgsky: Bilder einer Ausstellung (2002)
- Live in Tokyo: Werke von Scarlatti, Debussy, Ravel, Prokofjew, Bach-Siloti (2002)
- Johannes Brahms: Klavierwerke op. 116, op. 119 (2005)
- Igor Stravinsky: Klavierwerke (2005)
- Brahms / Kollontay: 4 Balladen / Sieben Romantische Balladen (2008)
- Frédéric Chopin: Klavierkonzerte in der Fassung mit Streichquartett (2010) (Ventapane Quartett)
- Frédéric Chopin: Klavierkonzerte (2010)
- Robert Schumann: Klavierwerke (Faschingsschwank, Beethoven-Etüden, Abegg-Variationen, Fantasiestücke) (2011)